# IC 2935
IC 2935 је ознака објекта на координатама са ректансцензијом 11h 34m 48,6s и деклинацијом + 10° 15" 0'. Открио га је Макс Волф, 27. марта 1906. Каснијим посматрањима на том положају није уочен никакав астрономски објекат.